# Coprophanaeus pluto
Coprophanaeus pluto là một loài bọ cánh cứng trong họ Bọ hung (Scarabaeidae).